# سيدي بوسحاب (أمسكروض)
سيدي بوسحاب هي إحدى مشيخات المملكة المغربية، تتبع جغرافيا لعمالة أكادير إدا وتنان وإداريًا لأمسكروض. يقدر عدد سكانها بـ 6484 نسمة حسب الإحصاء الرسمي للسكان والسكنى لسنة 2004.